# Talkie Walkie
Talkie Walkie ist ein Studioalbum der französischen Band Air. Es erschien im Januar 2004.

## Titelliste
1. Venus – 4:04
2. Cherry Blossom Girl – 3:39
3. Run – 4:12
4. Universal Traveler – 4:22
5. Mike Mills (benannt nach dem gleichnamigen Regisseur) – 4:26
6. Surfing on a Rocket – 3:43
7. Another Day – 3:20
8. Alpha Beta Gaga – 4:39
9. Biological – 6:04
10. Alone in Kyoto – 4:51

## Hintergrund
Der Albumtitel Talkie Walkie ist die französische Bezeichnung für ein Handsprechfunkgerät (engl. Walkie Talkie). Zugleich ist der Titel wahrscheinlich vom Lied Le Talkie Walkie von Serge Gainsbourg inspiriert.
Als Produzent wirkte Nigel Godrich, unter anderem bekannt durch seine langjährige Zusammenarbeit mit der englischen Band Radiohead, mit. Es war bereits die zweite Zusammenarbeit, nachdem Godrich bereits 2003 das Album City Reading (Tre Storie Western), einem Spoken-Word-Projekt von Air mit Autor Alessandro Baricco, produziert hatte.
Der Titel Alone in Kyoto wird im Film Lost in Translation von Sofia Coppola verwendet.
Das Albumcover zeigt die beiden Bandmitglieder Dunckel und Godin im Halbprofil. Im Hintergrund sind handgeschriebene, mathematische Formeln (Differentialgleichungen) zu erkennen – eine Referenz an Dunckels Studienfach in der Zeit vor Gründung der Band.
Das Album erreichte die Top 10 in vielen europäischen Albumcharts. In Irland war es zwei Wochen an Platz 1. Das Lied Cherry Blossom Girl schaffte es als einzige Single von Air in die deutschen Singlecharts (Platz 80).

## Rezeption
Das Album erhielt größtenteils positive Kritiken. Beleg dafür ist ein Metascore von 75 %, ermittelt aus 29 professionellen Rezensionen.
So erhält das Album beispielsweise von Allmusic, laut.de und dem Guardian vier von fünf Punkten und bei Pitchfork Media 8,3 von 10.
Stilistisch wird es als Mittelweg aus der Leichtigkeit ihres hochgelobten Debüts Moon Safari und dem klanglich wesentlich düsterem Nachfolgealbum 10.000 Hz Legend beschrieben:

„Natürlich also erwarten wir "Talkie Walkie" mit Ungeduld, denn es ist eigentlich erst das dritte 'richtige' Album […], und da darf man tatsächlich schon mal gespannt sein. Wirds wieder flockig oder noch düsterer oder wie … tja, es ist: dazwischen. […] "Talkie Walkie" ist durchaus kein fauler Kompromiss, sondern eine gelungene Legierung verschiedener Aggregatzustände von Air. Nix wirklich Neues, sicherlich, aber auf gewohnt hohem Niveau. Und das muss dann halt auch mal reichen, man kann schließlich die Raumfahrt nicht immer wieder neu erfinden!“